# Morris Almond
Morris Almond (Dalton, 2 febbraio 1985) è un ex cestista statunitense, professionista della NBA e in Europa.

## Carriera
Dal 2003 al 2007 frequenta la Rice University con cui colleziona 121 presenze e 1 825 punti per una media di 15,08 punti/partita.
Inizia la carriera da cestista professionista nel 2007 con gli Utah Jazz quando viene selezionato come 25ª scelta al primo giro del Draft NBA 2007.
Dal 2007 al 2009 fa la spola tra gli Utah Jazz e gli Utah Flash, squadra della NBA Development League associata sia agli Utah Jazz che agli Atlanta Hawks, collezionando 34 partite in NBA e 48 nell'NBA Development League.
Nel settembre 2009 firma con gli Orlando Magic con cui gioca 4 partite e poi viene tagliato il mese seguente. Quindi ritorna nell'NBA Development League dove termina la stagione, giocando prima 22 partite con gli Springfield Armor e poi 20 con i Maine Red Claws.
Nel 2010 firma con il Real Madrid dove gioca 5 partite.
Dal luglio dello stesso anno è nella Serie A con Pesaro.
Nell'agosto 2011 firma con il Cherkasy Monkeys in Ucraina; nell'ottobre dello stesso anno viene tagliato dalla società ucraina. Dopo un'ulteriore stagione con i Maine Red Claws, firma un contratto con i Washington Wizards.

## Palmarès
- NBA Development League Impact Player of the Year Award: 2008
- All-NBDL Third Team: 2008, 2012